# إدوين مايرز
إدوين مايرز (بالإنجليزية: Edwin Myers)‏ (5 يوليو 1888 - 15 سبتمبر 1916) هو لاعب كريكت بريطاني (وحمل سابقاً جنسية المملكة المتحدة لبريطانيا العظمى وأيرلندا).

## وصلات خارجية
- إدوين مايرز على موقع إي آس بي آن كريك إنفو (الإنجليزية)